# Joaquim Pedro Martins
Joaquim Pedro Martins GCC (Sousel, Casa Branca, 23 de Dezembro de 1875 — Lisboa, 29 de Novembro de 1939) foi um professor universitário, doutorado em Direito pela Faculdade de Direito da Universidade de Coimbra, na qual foi docente, transferindo-se posteriormente para a Faculdade de Direito da Universidade de Lisboa, de que foi director. Exerceu funções políticas e diplomáticas durante a Primeira República Portuguesa, tendo sido deputado, senador, Ministro da Instrução Pública e Ministro dos Negócios Estrangeiros.

## Biografia
Foi professor de História do Direito e de Legislação Civil Comparada nas Universidades de Coimbra e LIsboa. Foi um dos introdutores em Portugal das doutrinas filosóficas de Icilio Vanni.
Fez parte da Maçonaria, tendo sido iniciado 1898 na Loja Preserverança de Coimbra, pertencente ao Grande Oriente Lusitano Unido.
Exerceu as funções de deputado e senador no Congresso da República.
Foi Ministro da Instrução Pública (1916-1917).
Foi embaixador de Portugal junto da Santa Sé (1919-1924), período onde negociou a encíclica papal dirigida aos bispos portugueses que veio desanuviar as relações entre a República e a Igreja Católica, e Ministro dos Negócios Estrangeiros (15 de Fevereiro de 1925 a 1 de Julho de 1925).
A 20 de Abril de 1922 foi agraciado com a Grã-Cruz da Ordem Militar de Cristo.

## Obras
Entre outras obras em matéria de Direito é autor de: 
- História Geral do Direito Romano, Peninsular e Português